# العدنة (يريس)

تعديل مصدري - تعديل

العدنة محلة تابعة لقرية عبر، التابعة لعزلة يريس بمديرية حزم العدين إحدى مديريات محافظة إب في الجمهورية اليمنية، بلغ تعداد سكانها 32 حسب تعداد اليمن لعام 2004.